# Sugiyamaella americana
Sugiyamaella americana är en svampart som beskrevs av Kurtzman 2007. Sugiyamaella americana ingår i släktet Sugiyamaella och familjen Trichomonascaceae.   Inga underarter finns listade i Catalogue of Life.